# 方泌
方泌（1425年—1500年），字繼源，别號二宜老人，浙江衢州府開化縣人，明朝政治人物。同進士出身。

## 生平
景泰七年（1456年）丙子科浙江鄉試第十三名。天順四年（1460年）庚辰科會試第八十五名，殿試登進士第三甲第十四名。历刑部山西司主事、福建司员外郎，擢升广东按察司佥事，分巡海道，以内忧归。服阕，复除贵州佥事，年五十四致仕归。卒于弘治十三年庚申正月十八日，享年七十六。

## 家族
曾祖父方伯祥。祖父方季芳。父亲方瑛，曾任行人司正。